# Campagne
Pour les articles homonymes, voir Campagne (homonymie).
| |  |  |
| Cartes montrant les parts de la population urbaine et rurale dans le monde en 1950 et 2022. Depuis 2008, plus de la moitié de la population mondiale est urbaine. Pourtant, sans connaître la croissance des populations urbaines, les populations rurales continuent d'augmenter à l'échelle de la planète, particulièrement dans les pays du Sud qui concentrent 90 % de ces populations. La situation du monde rural se révèle complexe et diversifiée, ce qui implique de réinterroger les effets de l'exode rural et de l'exode urbain (néoruralisme périurbain, rurbanisation). La population agricole reste prédominante dans la population rurale : 86 % des personnes y ont pour activité principale l'agriculture. |  |  |

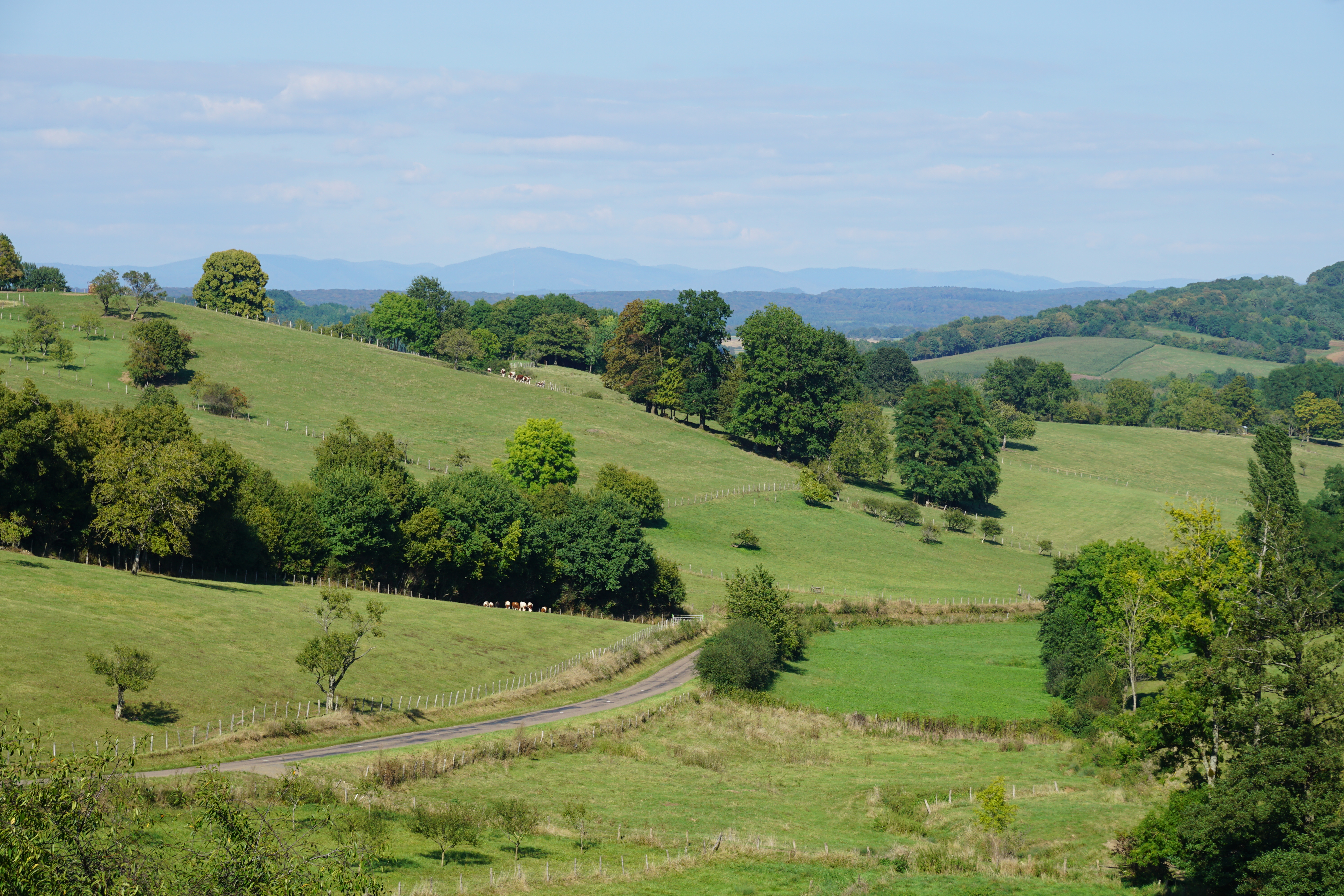
Paysage rural composé de prairies vallonées, près de Grammont en Haute Saône.

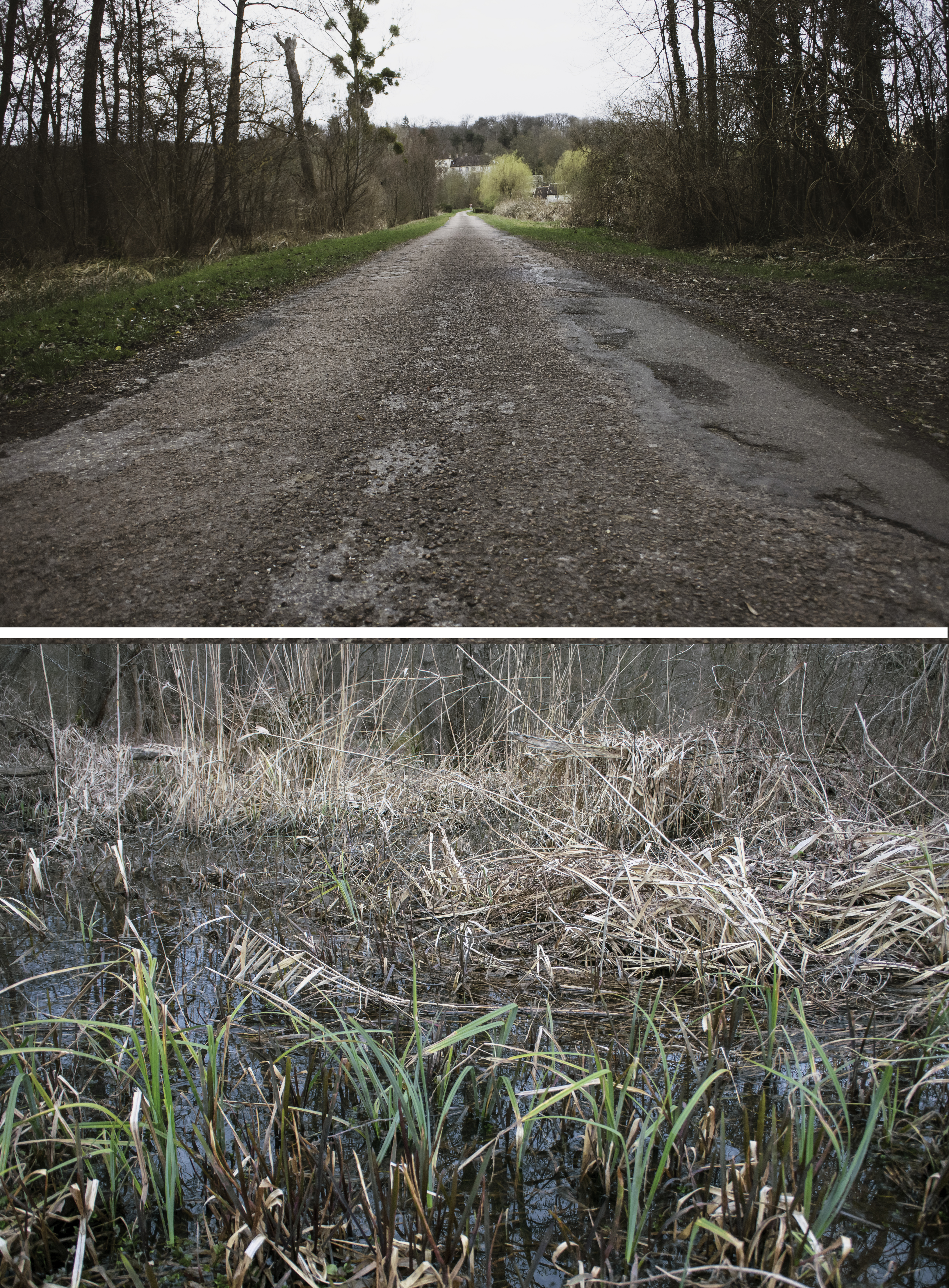
Paysage rural en Seine-et-Marne.

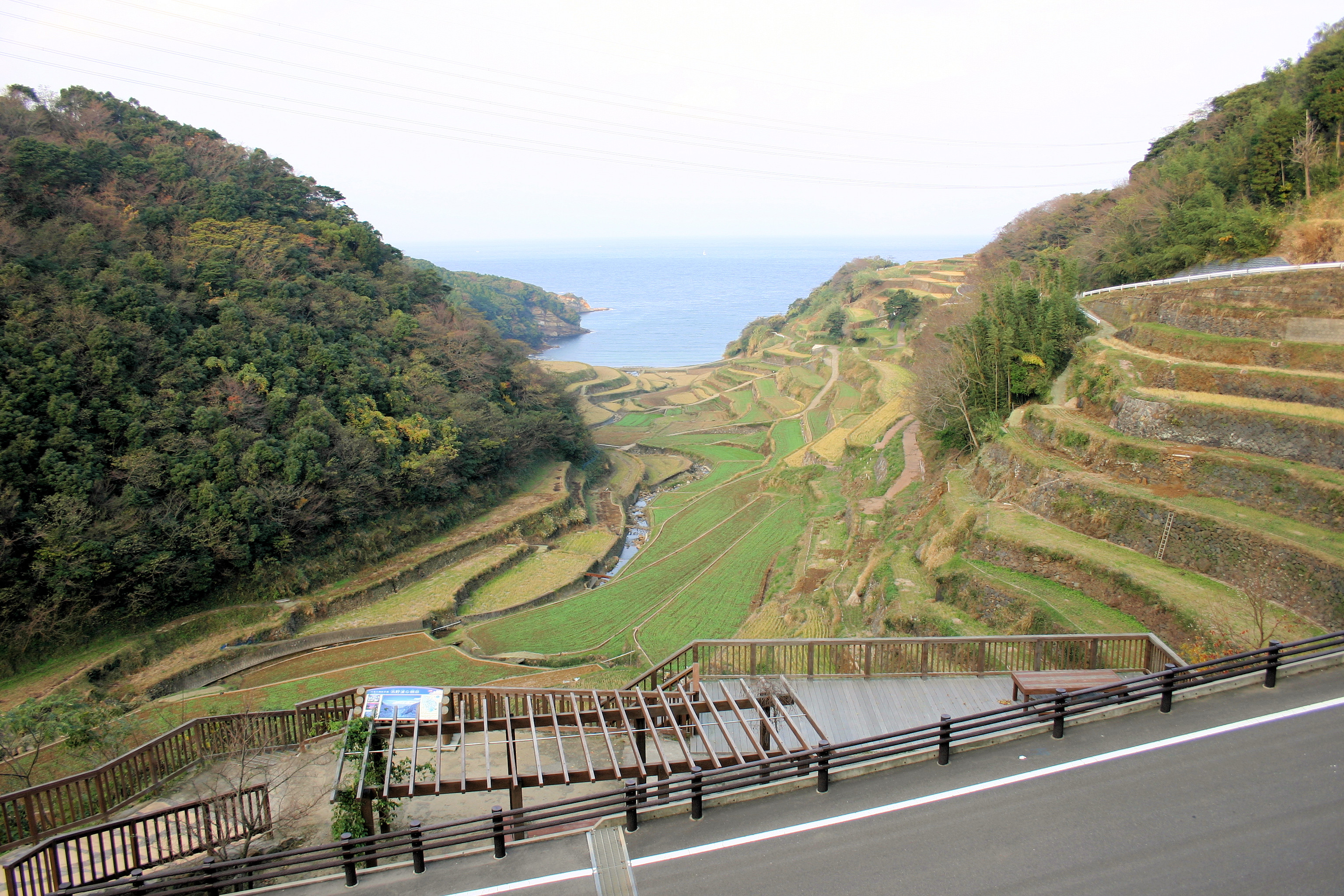
Paysage de riziculture en terrasse à Genkai au Japon dans la préfecture de Saga.

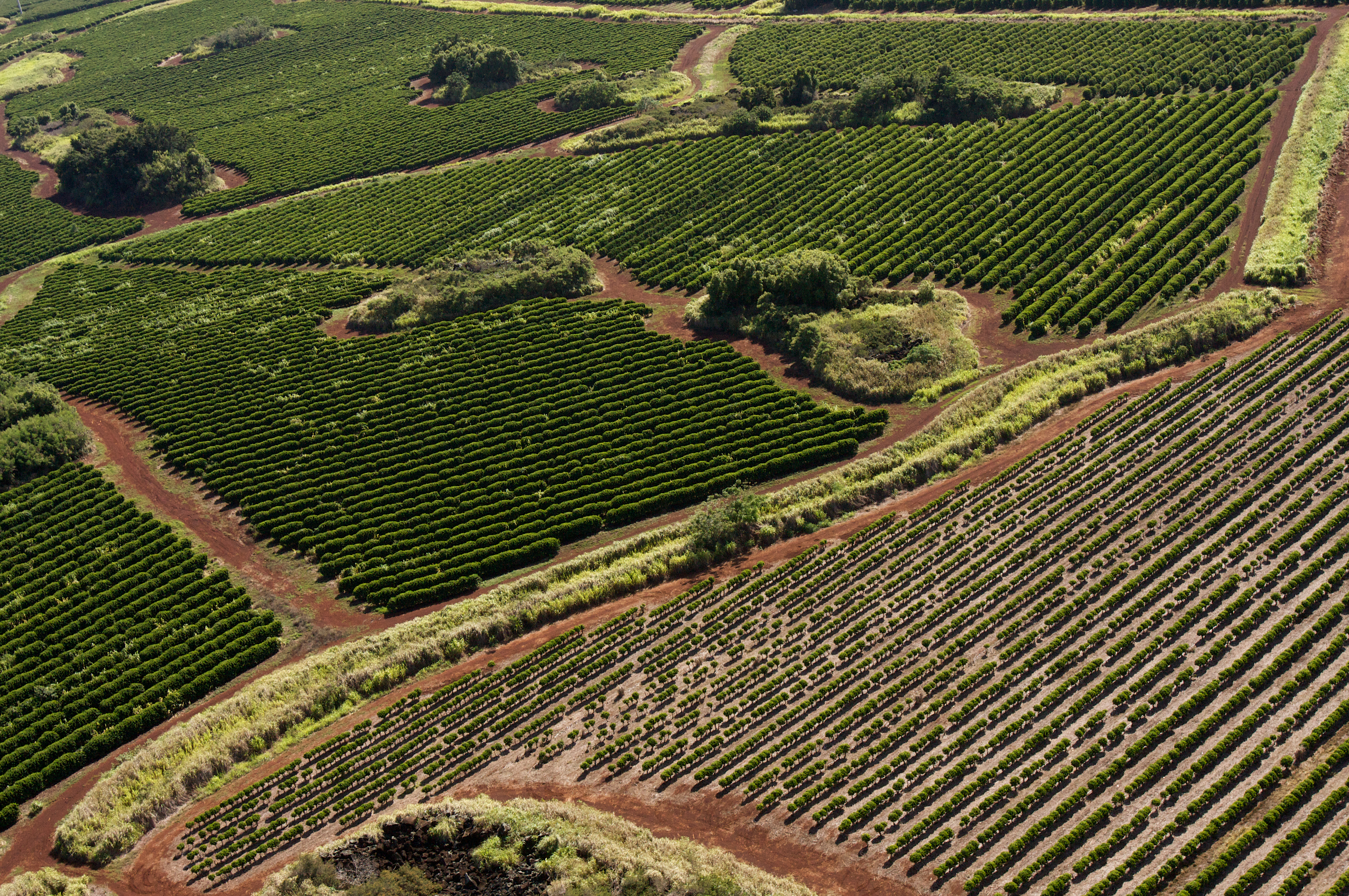
Paysage de plantation de café à Hawaï.

La campagne, aussi appelée milieu rural, est l'ensemble des espaces cultivés habités et maîtrisés par l'homme, et s'oppose d'une part aux espaces naturels, non anthropisé, et d'autre part au milieu urbain et périurbain propre aux villes et aux grandes agglomérations. La campagne est caractérisée par une faible densité par rapport aux pôles urbains environnant, par un paysage à dominante végétale (champs, prairies, forêts exploitée en sylviculture, bocage), par une activité agricole dominante, au moins par les surfaces qu'elle occupe et par une économie structurée plus fortement autour du secteur primaire. Les habitants sont dits « ruraux » ou « campagnards ». À l'échelle mondiale, 3,3 milliards d'individus seraient des ruraux, soit un peu moins de la moitié de la population mondiale.
Si la campagne est caractérisée par une occupation des sols majoritairement agricole, sa population n'est elle pas forcément liée à l'agriculture. Dans les pays développés, une partie non négligeable de la population campagnarde travaille dans les secteurs tertiaires et secondaires. La campagne est alors parsemée de « districts » industriels, en plus, d'être parfois un espace fortement touristique. Cette fonction récréative et aménitaire s'est amplifiée par l'augmentation de la mobilité spatiale de la population, update peut se permettre d'habiter à la campagne et de travailler en ville : phénomène dit de rurbanisation.
Les définitions du terme « rural » varient énormément selon les époques, et selon les pays. Statistiquement, un espace est considéré comme rural quand la plus petite division administrative n'a pas atteint un seuil de population totale ou de densité de population. En France, pour l'Insee, une commune est dite rurale quand elle n'atteint pas le seuil de 2 000 habitants. Ces communes rurales regroupent 25,3 % de la population française. D'autres critères peuvent être pris en compte statistiquement pour définir l'espace rural, comme la part de l'emploi alloué aux activités primaires ou le manque d'accès à certains équipements. Plus de 39 % de la population française (22,8 millions de personnes) habitent dans une zone rurale ou péri-urbaine. Après un lent déclin au XXe siècle, l'espace rural connaît à nouveau un dynamisme démographique.

## Étymologie
Au XVIIe siècle, Nicot renvoie le mot campagne à « Campane, C'est-à-dire cloche. Campana, Tintinnabulum », où la campagne est une « estenduë de pays en long et en large, sans montagne ni vallée ». Si elle est démunie de bosquets, bocage ou arbres d’alignements, on parle de « campagne rase » (Puro patentique campo. Liu. lib. 23. Qui n'est « Point couverte d'arbres, Campus, Planus ». Près de 90 ans plus tard, l'Académie française considère que la campagne est une « Plaine, grande estenduë de champs » en citant les expressions « Grande, vaste campagne ; Rase campagne ; En pleine campagne » et en précisant que ce mot « se met aussi dans le mesme sens que le mot de Champs au pluriel ». Les expressions « Maison de campagne. la vie de la campagne. Gentilhomme de campagne, demeurant à la campagne, Habit de campagne » (« L'habit qu'on porte aux champs ») sont citées.
La 4e édition (1762) du Dictionnaire de l'Académie française considère la campagne comme une « Plaine, grande étendue de pays plat & découvert » ; avec parmi les citations « On dit, que La campagne est belle, pour dire, Que la terre est bien couverte, que l'on a l'espérance d'une grande récolte (…) Comédiens de campagne, Des Comédiens qui ne jouent, qui ne représentent que dans les Provinces ». Cette définition est modifiée dans la 6e édition (1832-1835) de ce dictionnaire : « se dit aussi des champs en général, d'une étendue quelconque de pays, considérée surtout par rapport à sa culture, à ses productions… » et il précise : « se dit également par opposition à La ville » (« Maison de campagne (…) vie de la campagne »).
Pour Émile Littré, la campagne est une « Grande étendue de pays plat ». Il évoque le médecin de campagne, le curé, le gentilhomme, le médecin qui résident à la campagne. Émile Littré cite le mot bourguignon campeigne ; champagne en Saintonge qui désignait un pays de plaine ; campaña en espagnol ; campagna pour les Italiens, venant du latin campania (« la plaine »). Selon lui « campagne » est la prononciation picarde de champagne « qui, comme on voit, veut dire plaine ». En ancien français, le mot s'écrit champaigne.
Le ruralisme désigne la « science du mieux vivre dans les campagnes » ou la « tendance à idéaliser la vie à la campagne ». Le terme est aussi utilisé pour qualifier la « politique qui consiste à améliorer le sort de ceux qui vivent des produits de la terre ».

## Histoire

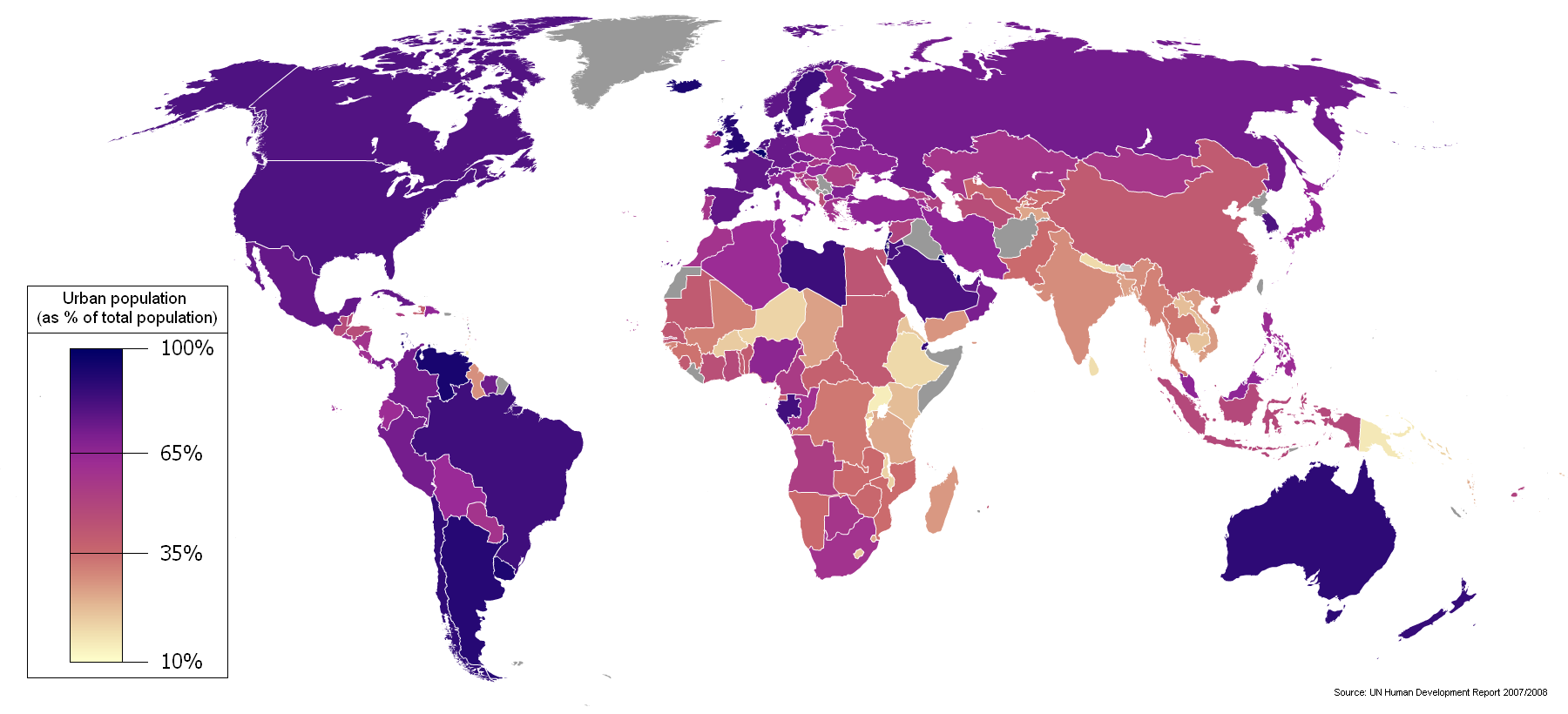
Carte de la population urbaine en 2005. L'exode rural ne s'est pas terminé dans tous les pays, notamment dans les pays faiblement urbanisés comme les PMA.

### Exode rural et déprise agricole
Dans les pays industrialisés d'Europe, la campagne s'est fortement dépeuplée depuis la seconde partie du XIXe siècle jusqu'à la Seconde Guerre mondiale. La mécanisation de l'agriculture a alors entraîné un phénomène d'exode rural. Si dans un premier temps, l'exode rural n’entraîne pas de baisse de la population rurale, de par l'augmentation de la population rurale due à la transition démographique, mais la fin de la transition démographique conduit rapidement après quelques décennies d'émigration à la chute de la population rurale et au vieillissement de cette population, cette chute se poursuit actuellement dans bon nombre de régions rurales périphériques. Cependant, cet exode rural permet souvent via des transferts financiers soit d'entretenir la population rurale avec des revenus complémentaires, soit d'investir ces subsides dans des infrastructures agricoles.
L'intensification des pratiques agricoles et les remembrements se sont accompagnés d'une recolonisation par la forêt de certaines zones de moyenne et basse montagne, et d'une urbanisation des vallées et du littoral. En France, entre 1992 et 2004, la surface agricole utile a ainsi diminué de 900 000 ha qui était essentiellement des prairies. En 2004, la surface agricole utile représentait 53 % du territoire métropolitain (- 3 % en douze ans).
Le rythme de déprise a décru passant de -100 000 ha/an entre 1992 et 1996 à -50 000 ha/an entre 2000 et 2004.
En 1960, les deux-tiers de la population mondiale vivaient en espace rural, contre 45% en 2016.

### Dynamisme rural contemporain
Dans la plupart des pays du nord, la population rurale a arrêté de diminuer dans les années 1970, même si ce dynamisme rural est très inégal à l'échelle régionale, touchant en majorité les espaces péri-urbains et les espaces touristiques. Dans ces espaces, les populations agricoles sont largement minoritaires. On parle de rurbanisation quand des citadins travaillent en ville, mais viennent habiter dans les campagnes.

#### Péri-urbanisation
Les espaces péri-urbains reçoivent souvent une population urbaine ayant une forte mobilité pendulaire cherchant un foncier peu cher, et un environnement naturel plus favorable propice aux aménités. La campagne péri-urbaine alors s'urbanise peu à peu via le phénomène d'étalement urbain engendré par l'augmentation de la mobilité des populations qui permet une augmentation des superficies des logements et de la fréquence des infrastructures routières, commerciales et publiques. Ce phénomène d'étalement urbain est apparu dans l'entre-deux-guerres dans les pays anglo-saxons, puis s'est généralisé dans tous les pays industrialisés dans les années 1950 et 1960. Ainsi en France, la population péri-urbaine a augmenté de 50 % entre 1975 et 1990. Au début des années 2000, en France, plus de 35 % des exploitations agricoles étaient en milieu péri-urbain. En 2000, une majorité des péri-urbains (habitants des communes où au moins 40 % des résidents travaillent dans une ou plusieurs aires urbaines), considéraient qu'ils résident à la campagne.

#### Tourisme rural
Une partie de la campagne, en tant que lieu riche en aménités est aussi devenue une destination de vacances, moins prisée toutefois que la mer ou la montagne, où se développe depuis quelques années le tourisme vert.
La campagne reste la destination de près de 40 % des Français qui prennent des vacances. 46 % d'entre eux vont dans leur famille, 25 % dans leur résidence secondaire.

## Structure agraire
La structure agraire (ou le paysage agraire) est l'ensemble des variables de l’aménagement du finage en vue de la production agricole. Elle est définie à partir de la taille et de la forme du parcellaire, de la dispersion ou de la concentration de l'habitat rural, de l'organisation des voies de communications rurales et de l'ensemble de l'utilisation des sols de l'espace rural notamment entre l'espace agricole, forestier et bâti. Elle est la combinaison de la morphologie agraire et du système de production agricole et de l'habitat.
La révolution industrielle, les politiques de remembrement et, en Europe, la Politique agricole commune (PAC), ont bouleversé le tissu rural. L'Union européenne, depuis 1999, accompagne sa politique de soutien aux marchés par un soutien au développement des zones rurales. Ce second pilier de la PAC visait à « aider le secteur agricole à s'adapter à une nouvelle donne économique qu'à reconnaître les nouvelles fonctions dévolues aux agriculteurs dans une société de plus en plus sensible au respect de l'environnement et au développement durable. »

### Structure foncière
La structure foncière des exploitations agricoles se répartit entre le faire-valoir direct et le faire-valoir indirect. Dans le faire-valoir direct, la propriété et l'exploitation de cette propriété se confondent, mais même en faire-valoir direct, le propriétaire peut toujours salarier un gérant pour exploiter sa propriété. Le faire-valoir indirect, est lui-même subdivisé entre le métayage et le fermage. Le fermage correspond à la location de la terre contre un loyer fixe. Alors que dans le métayage, le propriétaire reçoit une partie des revenus de la terre, proportionnellement au capital et à l'équipement agricole qu'il fournit tel l'eau, l'attelage ou les semences.

### Morphologie agraire
La morphologie agraire correspond à la division du finage où se situent les parcelles cultivées. Elle est définie par la taille, le tracé et la disposition des parcelles, par l'organisation des chemins d'exploitation et par la place respective des espaces forestiers, agricoles et pastoraux.

### Système de production agricole
Un système de production agricole est l'ensemble des utilisations des techniques agricoles (notamment l'assolement) et des plantes dans un terroir donné. Le choix des cultures étant défini par des contraintes climatiques, économiques, culturelles et politiques. Il existe ainsi des grandes zones agricoles liées à une plante, ou à une association de plantes. L'on peut citer ainsi dans les pays méditerranéens l'association entre le blé, la vigne, et l'olivier. Ou, pour l'extrême orient, l'association entre le riz, le soja, du taro et de la patate douce. Un système de production agricole influence ainsi tout l'espace rural par l'aménagement nécessaire à l'exploitation de la plante, le cas le plus extrême étant la culture en terrasses.

### Habitat rural

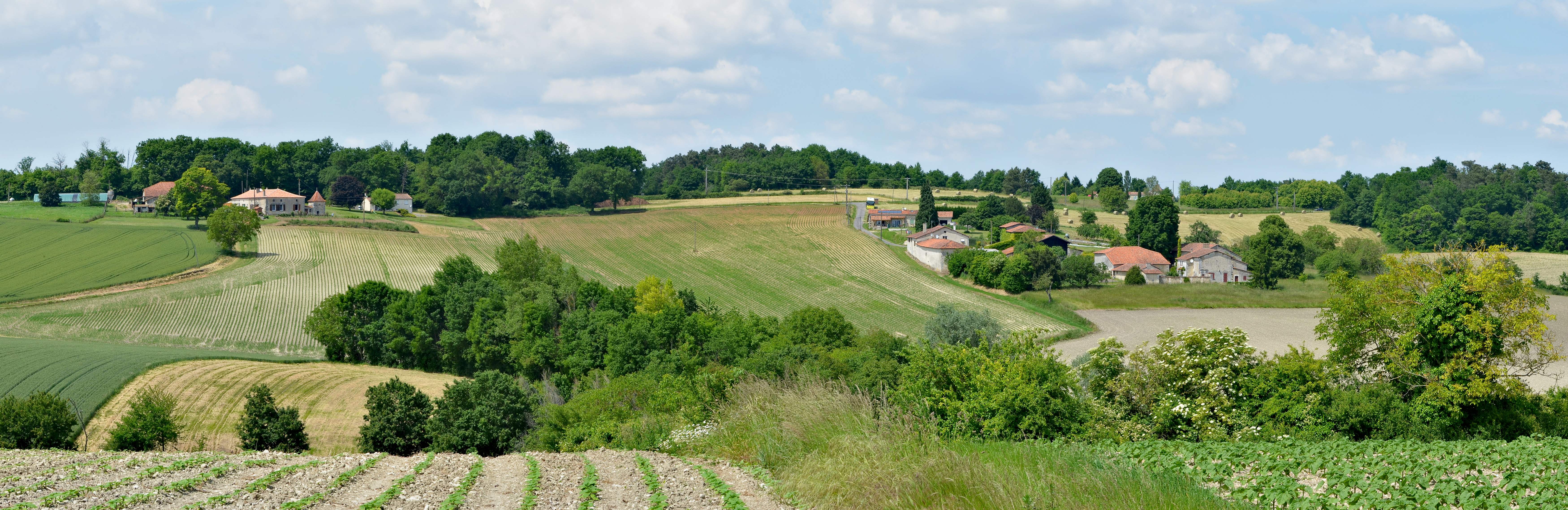
Habitat rural dispersé : collines du Montmorélien, Charente, France.

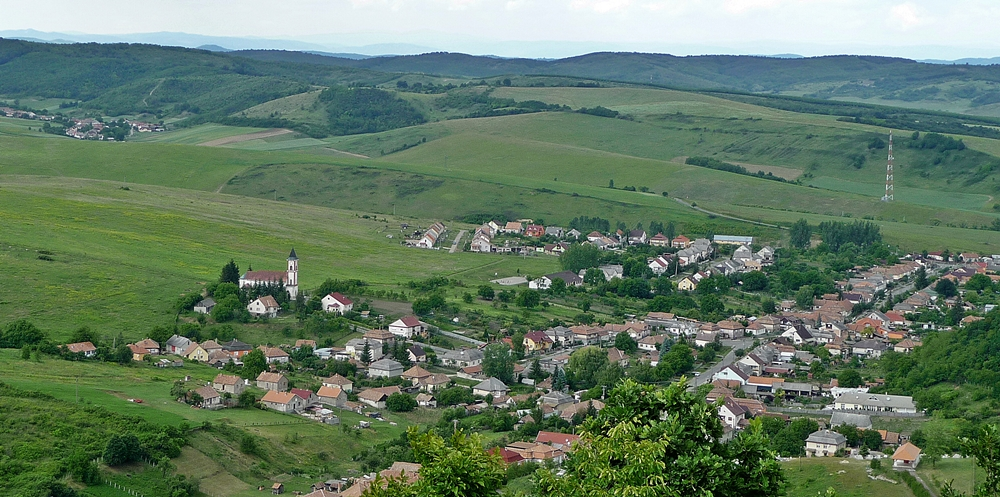
Un village-rue à Nógrád en Hongrie.

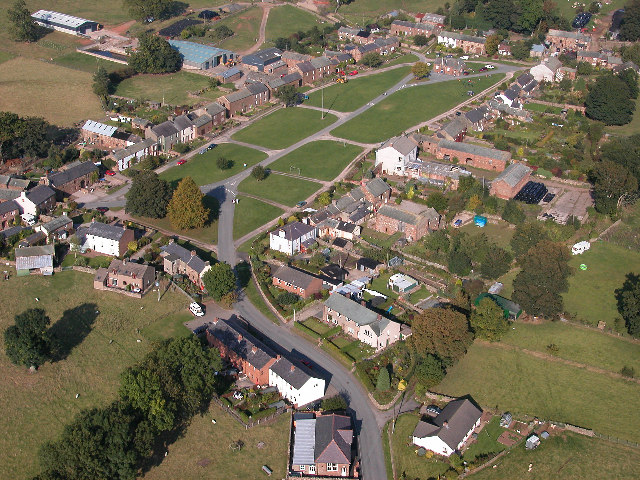
Un village à place centrale en Cumbria en Angleterre.

Les habitants des campagnes vivent dans des bourgs, des villages, des hameaux et des fermes. Ces habitations peuvent être schématiquement catégorisés soit dans un habitat groupé (en) (ou concentré), soit dans un habitat dispersé : L’habitat est dit dispersé, quand une majorité de la population du finage habite dans des écarts, éparpillés et isolés dans des fermes familiales.
L’habitat groupé signifie que la majeure partie de la population du finage est présente dans le bourg principal. L’habitat groupé en tant que village peut s’organiser soit en :
- village-rue (Strasendorf), où les maisons sont disposées des deux côtés de la rue principale, en se faisant face ;
- village linéaire (Waldhufendorf (de) « villages linéaire de forêt »), se différencie du village-rue, car l’habitat est plus déconcentré autour de la rue principale. Ainsi, le village linéaire est souvent beaucoup plus long, et peut n’être bâti que sur un côté de la route, comme le Rang en Nouvelle-France ;
- village en étoile est une forme assez rare qui dérive du village-rue. Il s’organise entre plusieurs rues divergentes à partir d’un point central, ces rues divergentes sont toutes bordées d’une double rangée de maisons. Les quelques premiers villages fondés au début de la colonisation du Québec suivent une variante de cette organisation, dite « trait-carré » ;
- village à place centrale, est un village où l’artère principale s’élargit pour donner sur une place souvent couverte d’herbes et bordée de maisons ;
- village en tas (Haufendorf), où les habitations s’agglomèrent les unes aux autres sans ordre apparent. C’est une forme des plus fréquentes surtout en Europe centrale ;
- village circulaire (Rundling (de)), est une agglomération groupée des habitations, en forme d’anneau autour d’une place. Le village rond est une organisation défensive, où il n’y a généralement qu’une seule voie d’accès pour rentrer dans le village ;
- village à plan géométrie est un village où les axes routiers se croisent à angle droit avec une trame quadrillée. Il s’agit de l’organisation la plus planificatrice et la plus récente. Les Bastides ou les Townships sont organisés de cette manière.

#### Maisons rurales

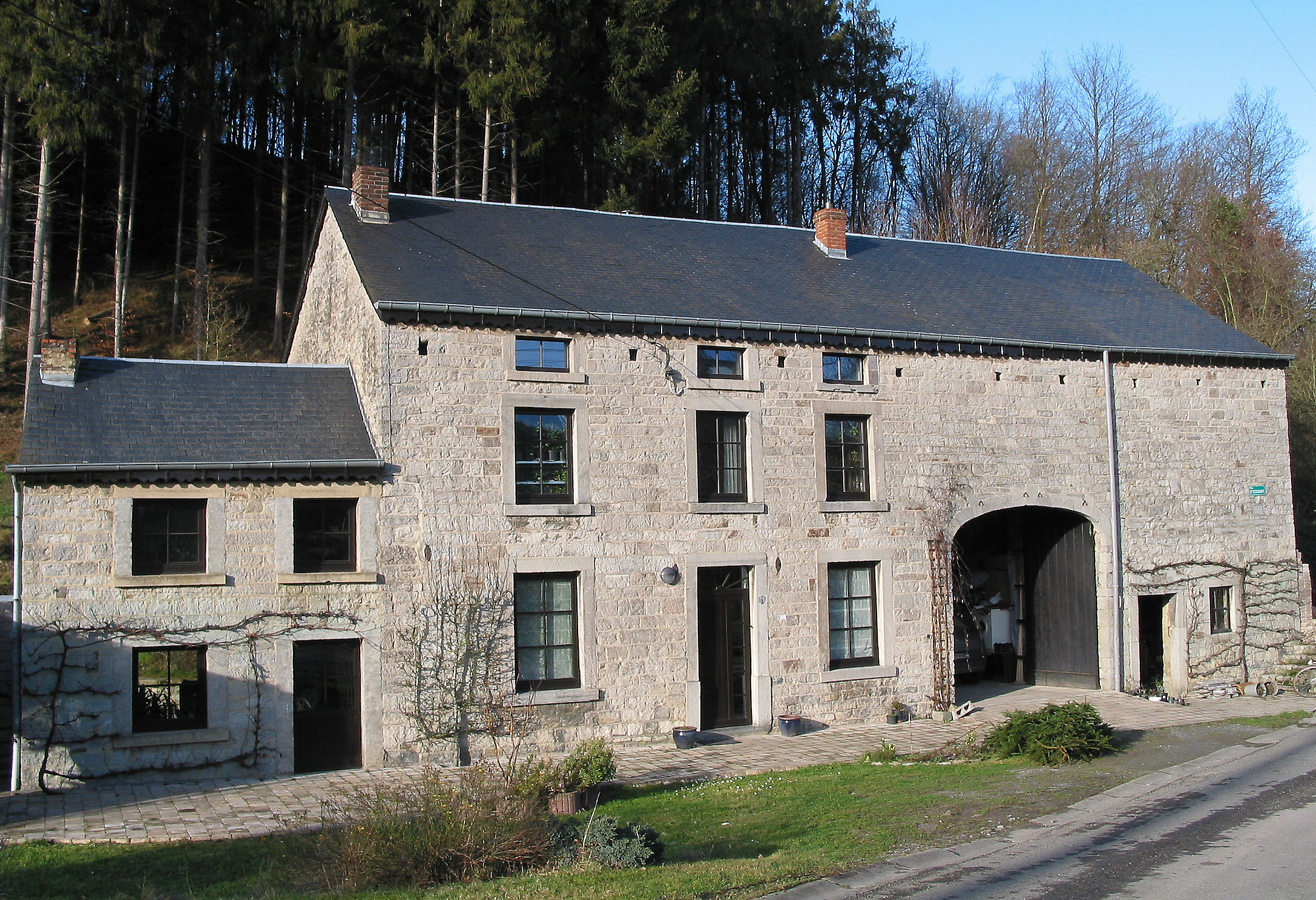
Une maison-bloc en longueur, en Belgique, avec 4 entrées qui permet d’accéder à 4 bâtiments juxtaposés. La porte cochère indique l’entrée de l’étable.

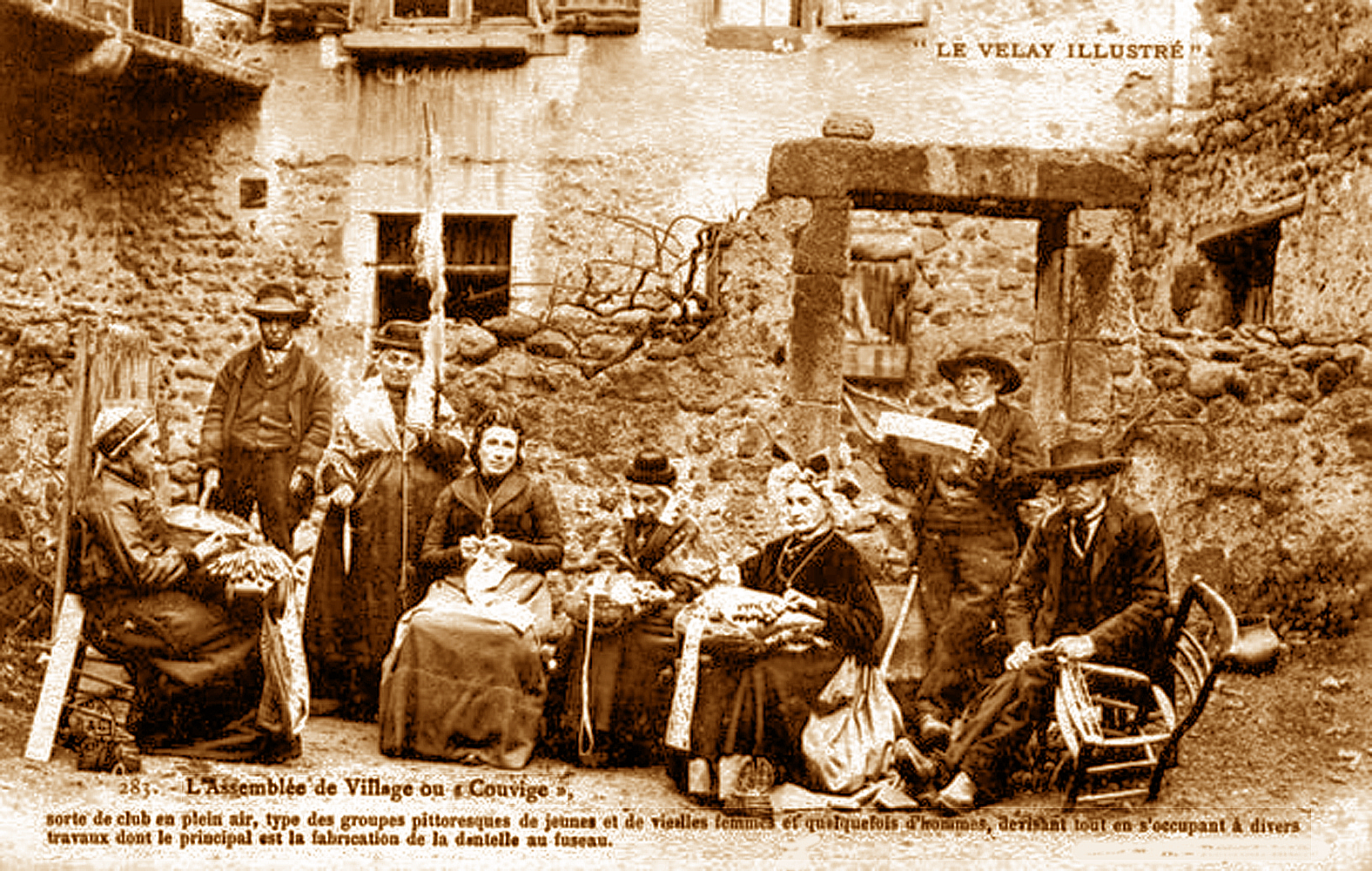
Assemblée du village en Velay ou couvige des dentellières devant une maison à cour fermée.

Les géographes français distinguent deux catégories de ferme : la maison-bloc et la maison composée.
La maison-bloc réunit les bâtiments d’habitation et d’exploitation dans la même structure, que ce soit l’étable, l’écurie ou le grenier. On en distingue de différents types :
- la « maison-bloc à terre » a des entrées uniquement au rez-de-chaussée. Les différentes fonctions du bâtiment sont alors séparées par des murs. La maison-bloc à terre peut être construite, soit en longueur, soit en profondeur ;
- la « maison-bloc en hauteur » est une maison où la partie résidentielle se situe au premier étage, tandis que la cave ou la grange occupe la majeure partie du rez-de-chaussée. Cela peut permettre d’avoir une plus grande densité dans des espaces confinés comme les villages ruraux. La maison-bloc en hauteur est surtout présente dans les régions pastorales et viticoles.

Dans la maison composée, l’habitation rurale se décompose en bâtiments spécifiques, comme la grange, l’étable ou le four. L’habitation peut être à cour ouverte ou à cour fermée :
- la maison « à cour fermée » est une habitation où les différents bâtiments forment une cour continue en forme de fer à cheval fermée par un quatrième mur et un portail intégré au bâti, donnant l’impression d’une habitation fortifiée ;
- la maison « à cour ouverte » (ou « en ordre lâche ») est une habitation où les différents bâtiments de la ferme sont séparés et distants les uns des autres.

## Principales structures agraires

### Dans les pays tempérés

#### Openfield

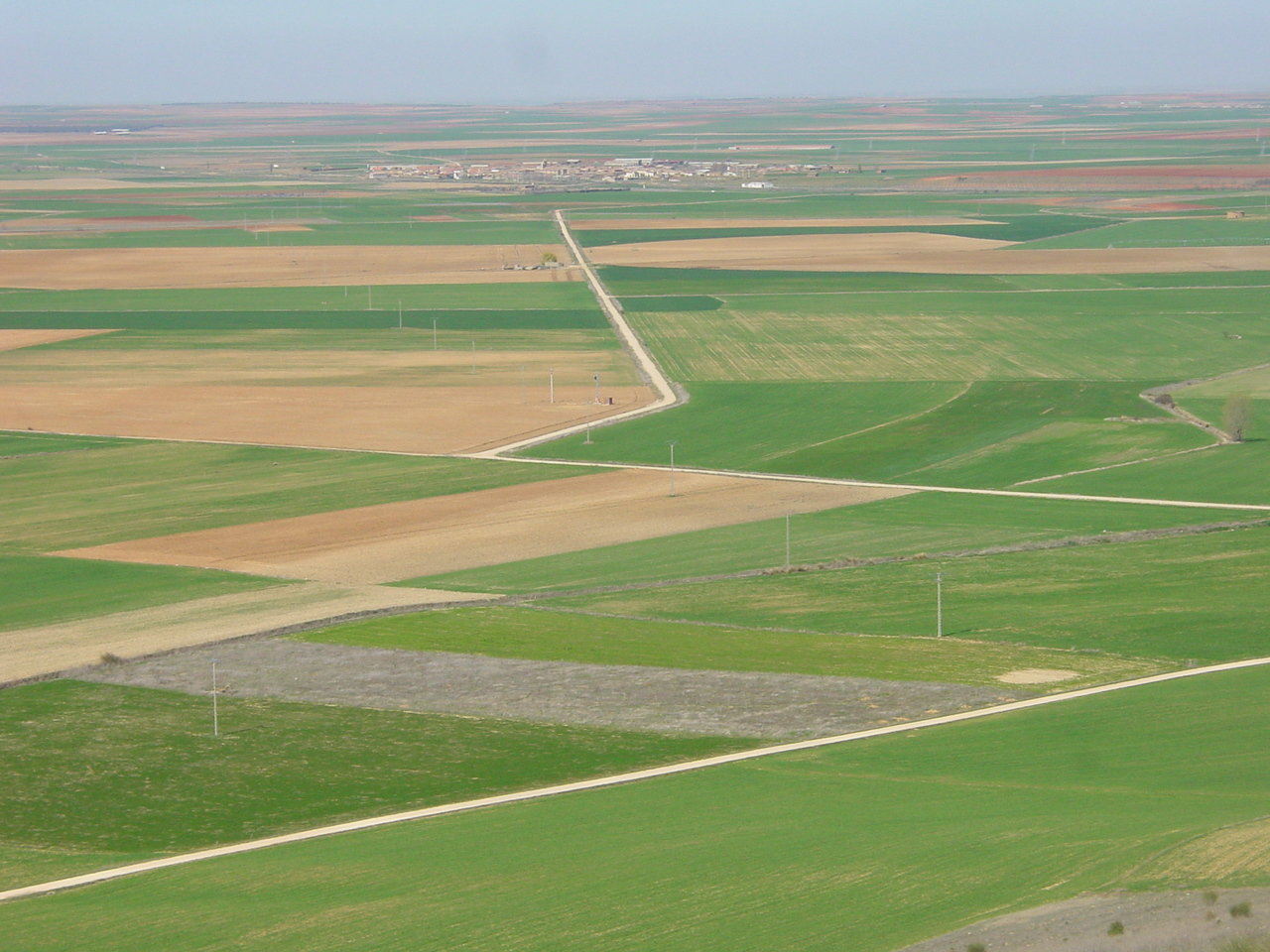
Un paysage d'openfield de Valladolid en Espagne, l'horizon est dégagé sans massif forestier, avec l'habitat groupé dUrueña en arrière-plan.

Le paysage d'openfield est composé d'un habitat groupé, avec un parcellaire originellement très fragmenté en lanière (dit aussi en lame de parquet), il est aussi caractérisé par son absence de clôture. L'openfield était associé à un lien communautaire fort, avec une obligation de Rotation culturale. La communauté fixait la période de moissons collectivement, et permettait ensuite la vaine pâture sur les champs moissonnés. De plus, en pays d'openfield, la majorité des pâturages et des forêts étaient gérés collectivement. Cette organisation communautaire a peu à peu disparu depuis les réformes du droit rural de la Révolution française, et des évolutions techniques de la révolution industrielle. Le paysage d'openfield est encore présent principalement dans le nord-est de la France, en Belgique, en Allemagne (surtout dans l'ancienne Allemagne de l'Ouest), en Pologne, en République tchèque, en Hongrie.

#### Bocage

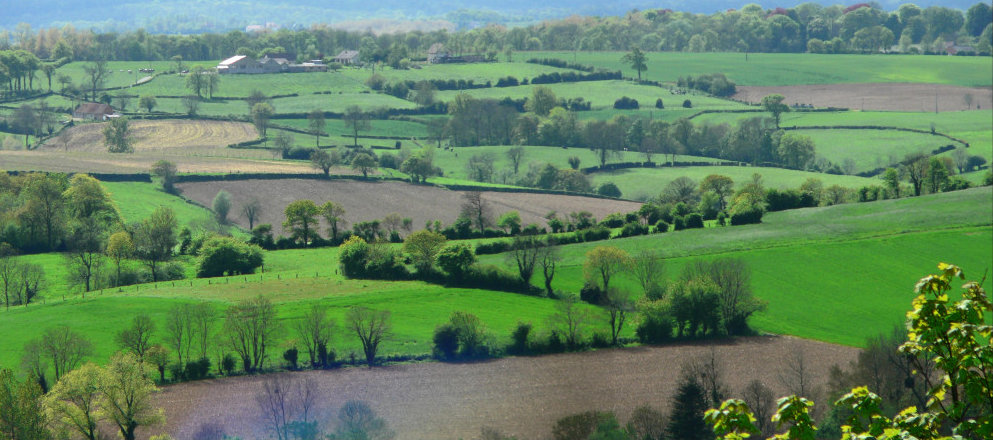
Un paysage de bocage du Boulonnais (une région d'élevage bovin) dans le Pas-de-Calais, avec des haies plantées et des habitats dispersés.

Le bocage qui peut être campagnard mais aussi montagnard comme dans le Massif central est caractérisé par un habitat dispersé, par la clôture des parcelles soit construites (talus ou muret) soit plantées (haies) et par un réseau de chemins ruraux très dense. La forme des parcelles est le plus souvent rectangulaire et de taille plus importante que dans l'openfield non remembré. Le bocage est présent sur la majeure partie de la façade atlantique européenne, notamment en Bretagne, en Normandie, en Vendée, dans le Maine et dans une partie du Massif central. Mais il partage cet espace avec des espaces d'openfield insulaire comme la Champagne berrichonne, la Campagne de Caen ou de Saintonge, ou comme les micro-openfield, les méjous, qui eux sont en plein pays de bocages. En dehors de la France, on retrouve le paysage de bocage, en Galice, en Grande-Bretagne, en Irlande, dans la Flandre, la Frise et dans la péninsule Scandinave.

#### Méditerranée

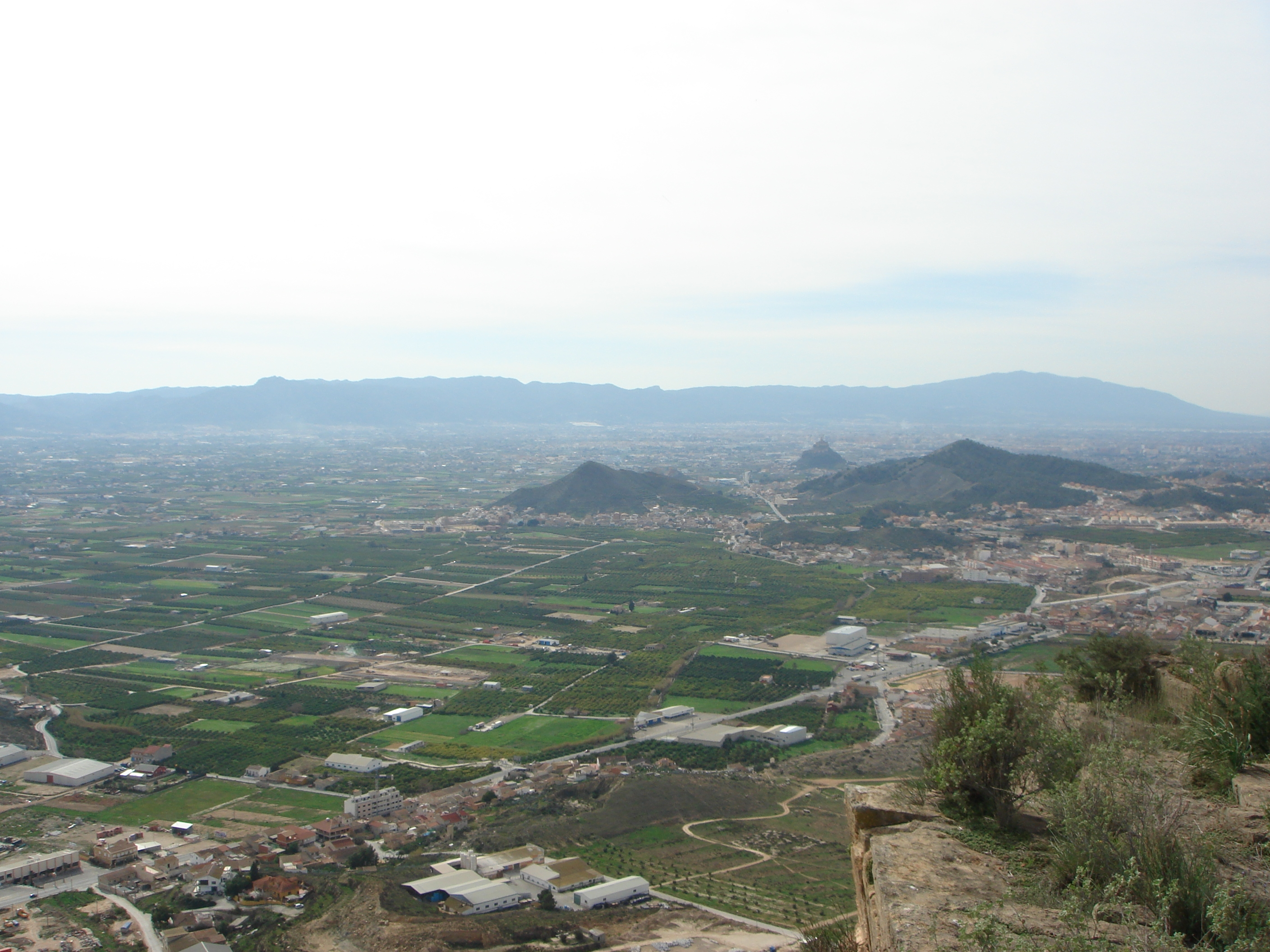
Vue sur la Huerta de Murcie, ces parcelles de petites tailles verdoyantes contrastent avec l'aridité du sud de l'Espagne.

La huerta est un paysage agraire d'Espagne basé sur une polyculture intensive de plaine, utilisant l'irrigation alimentée par les eaux provenant des plateaux et des montagnes avoisinantes. La huerta a un parcellaire de petites tailles, cultivé en deux étages, comme l'agroforesterie avec une cohabitation d'arbre fruitier et de culture céréalière, avec donc une forte proportion de cultures maraîchères qui ont des besoins importants en eau. La plus célèbre huerta est la huerta de Valence, mais l'on retrouve aussi ce paysage dans le Comtat Venaissin, dans la vallée de l'Èbre, à Murcie, à Alicante, en Campanie, en Grèce et dans le Maghreb.
En dehors de la huerta, l'on retrouve dans le milieu méditerranéen le paysage openfield à assolement, notamment dans les vastes plaines castillanes (dans les deux régions Castille-La Manche et Castille-et-León), en Sicile, en Calabre, dans les Pouilles, ainsi que dans les plaines de Syrie et du Liban. Ces paysages sont aussi traditionnellement marqués par la trilogie méditerranéenne : le blé, l'olivier et la vigne; culture qui ont constitué autrefois l'essentiel de l'ager romain. De plus, les régions méditerranéennes étant très souvent montagneuses (le saltus romain) et ayant un été généralement très sec, elles sont caractérisées par d'importantes estivages et transhumances.

#### Ex-pays socialistes

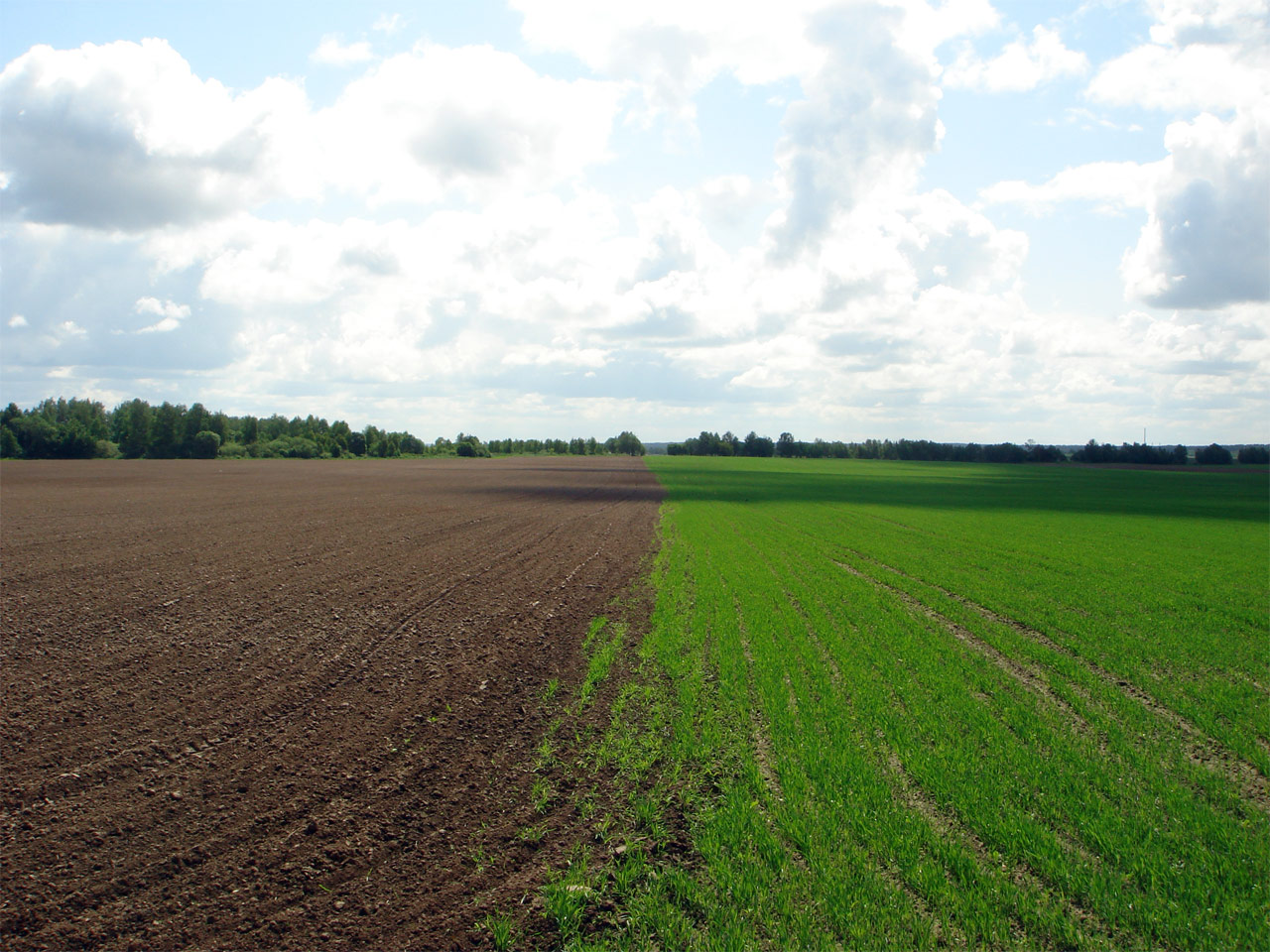
Les parcelles de grandes tailles sont très courantes en Russie, même après la décollectivisation.

Les structures agraires de l'Europe de l'Est, sont largement héritées de la période socialiste. Celui-ci a fortement modifiée le cadastre, même en Pologne, mais chaque pays n'a pas été touché dans le même temps, ou avec la même intensité par ces changements. La première étape de ce bouleversement a été la distribution des terres des grands domaines, appartenant à la noblesse, à la bourgeoisie et à l'Église et la suppression des charges associées à ces institutions. Les terres distribuées aux paysans, créant des parcelles de 10 à 15 ha, semblables à l'openfield. En URSS, en 1928, débute une phase de collectivisation, pour rendre accessibles la mécanisation et la motorisation, avec la constitution d'un parcellaire de grandes dimensions, créant deux types d'exploitations: les kolkhozes et les sovkhozes. Les kolkhozes sont des coopératives de production associées à un finage, qui laissent une partie des terres en cultures jardinatoires, c'est le dvor, qui bien qu'il représente une faible part de la SAU, a pu produire jusqu'à 20 % de la production agricole soviétique. Les sovkhozes sont des fermes d'État, employant un personnel salarié, sur de très grandes parcelles allant de 5 000 à 100 000 ha.
Mais en 1992 et 1993, après quelques réformes agraires limitées initié par Gorbatchev, une importante partie des terres ont été décollectivisées, seulement un tiers des terres ont gardé leur statut de l'époque socialiste, le reste s'est transformé en coopérative, ou a été pris en charge de manière individuelle ou familiale. La Pologne est spécifique aux paysages agraires socialistes, du fait qu'il n'y a pas eu de collectivisation des terres. Son paysage agraire est donc très morcelé, alors même que la RDA a connu une collectivisation complète de ses terres. Dans la plupart des cas, la population agricole reste importante, de l'ordre de 10 à 20 % de la population active. De plus, la structure de la terre est marquée par une forte dissymétrie entre les entreprises agricoles qui ont pris la suite des fermes d'états et des coopératives, et les exploitations individuelles sur lopins de terres exploités à temps partiel et avec une autre activité complémentaire.

#### Amérique du Nord

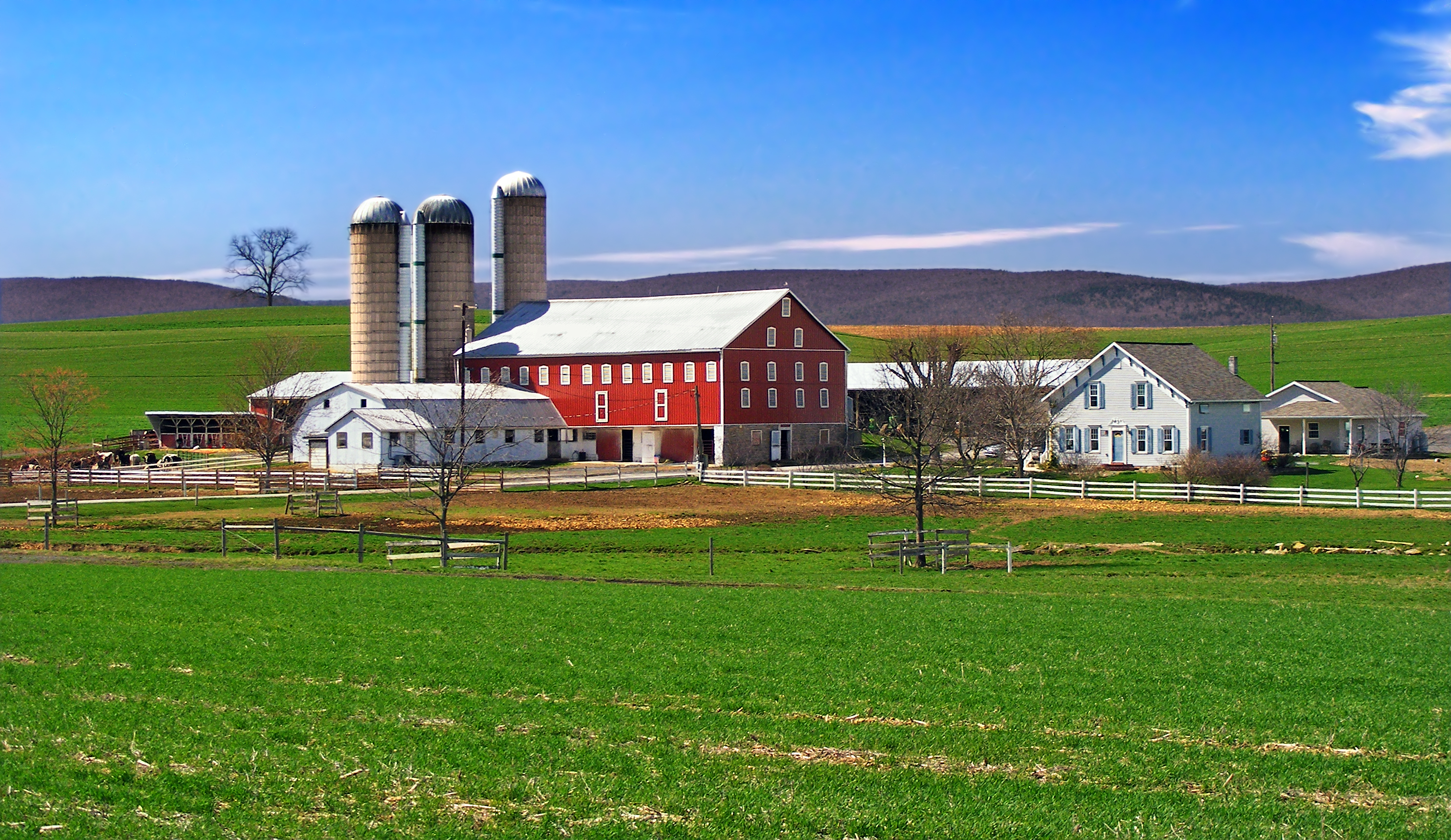
Une ferme rouge à cour ouverte en Pennsylvanie, couleur traditionnelle de l'habitat rural aux États-Unis.

Le township est la principale structure agraire des États-Unis et des prairies canadiennes, ce système a été commencé en 1785. Il est présent sur une large partie du territoire, mais le township est surtout connu pour avoir forgé les territoires du Midwest et des Grandes Plaines. Un township est formé de 36 carrés d'un mile de côté appelée « section » divisés eux-mêmes en quatre carrés d'un demi-mile de côté, soit 64,6 hectares qui est la taille de la parcelle standard et initiale. Cependant, au fur et à mesure, de l'avancée de La Frontière vers l'ouest, les parcelles ont vu leurs tailles augmentées pour répondre à une agriculture extensive, avec des parcelles occupant une section entière, puis encore vers l'ouest, plusieurs sections notamment dans les États des montagnes. Les townships constituent des unités administratives, ils sont constitués d'un bourg central à plan hippodamien qui se détache très nettement de l'habitat dispersé en fermes isolées.

### Dans les pays tropicaux

#### Cultures itinérantes

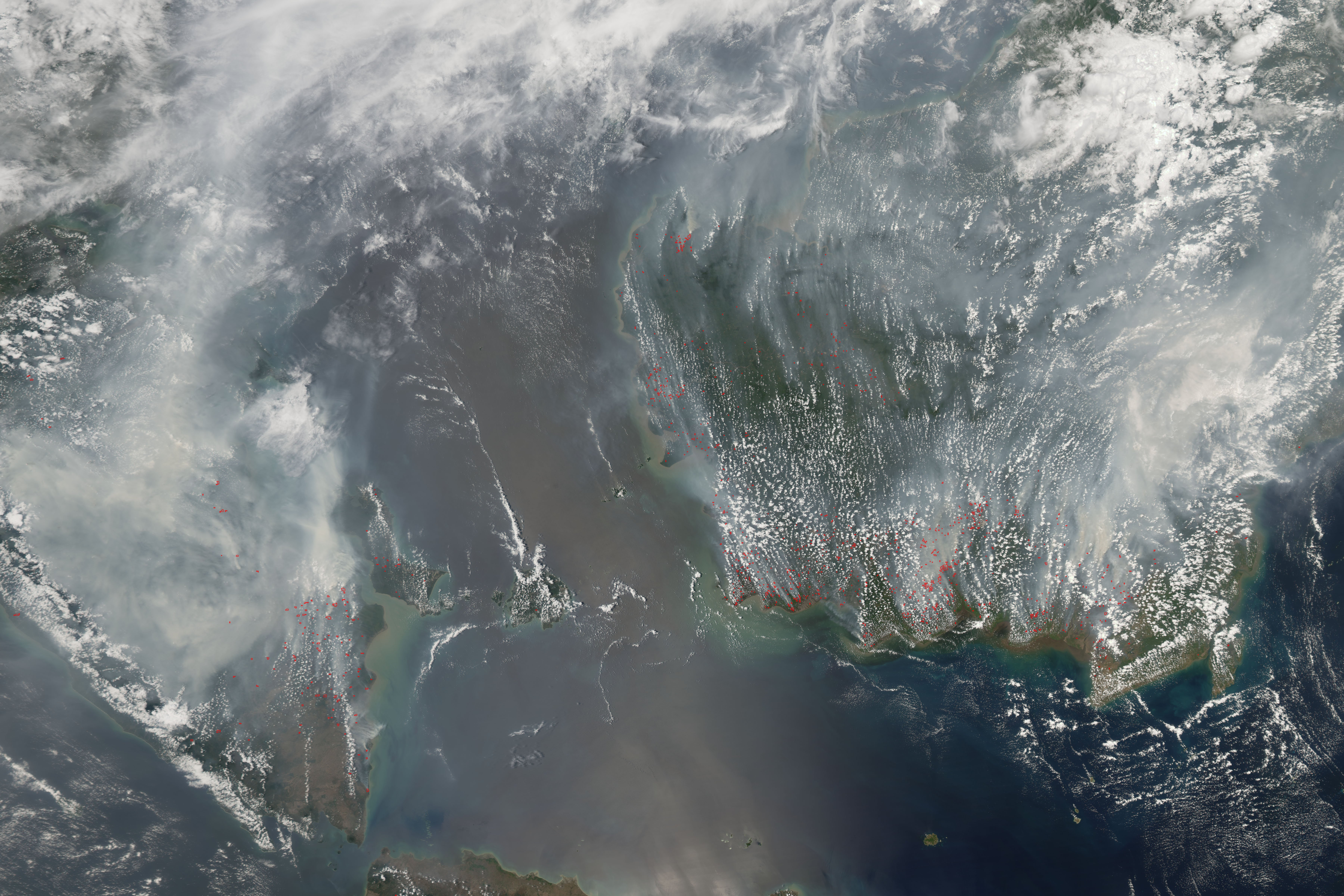
En 2006, Les feux de forêt des cultures sur brûlis de Bornéo et de Sumatra, avaient provoqué d'importantes fumées atteignant de nombreuses métropoles de l'Asie du Sud-Est.

L'agriculture itinérante est très certainement la première forme d'agriculture. Cependant avec les progrès agronomiques, elle a vu reculer de manière très importante son espace d'utilisation. Actuellement, elle est surtout présente dans les marges, que cela soit dans les montagnes et dans les zones forestières. Elle est ainsi principalement présente dans les montagnes et à l'intérieur des îles de l'Asie du Sud-Est, dans la forêt amazonienne et en Amérique centrale
L'agriculture itinérante est une agriculture sur brûlis qui par la faible fertilité des sols et l'absence d'ajouts d'engrais oblige le cultivateur à déplacer la parcelle après l'épuisement du sol, ce qui se produit généralement au bout de deux ou trois ans. Le déplacement de la parcelle peut aller de pair avec celui de l'habitation ce qui induit un mode de vie semi-nomade, mais une partie importante de l'agriculture itinérante a un mode de vie sédentaire notamment en Afrique subsaharienne. Dans ce dernier cas, le finage est alors composé de deux parties concentriques : celle proche du village est cultivée de manière permanente et de manière intensive grâce à l'ajout de déchets ménagers et du fumier de petits bétails souvent lié au pastoralisme peuls ; l'autre est éloignée du village, c'est l'espace alloué aux champs temporaires, des champs fragmentés dans de larges zones forestières allouées à la jachère des parcelles précédemment exploitées.

#### Riziculture

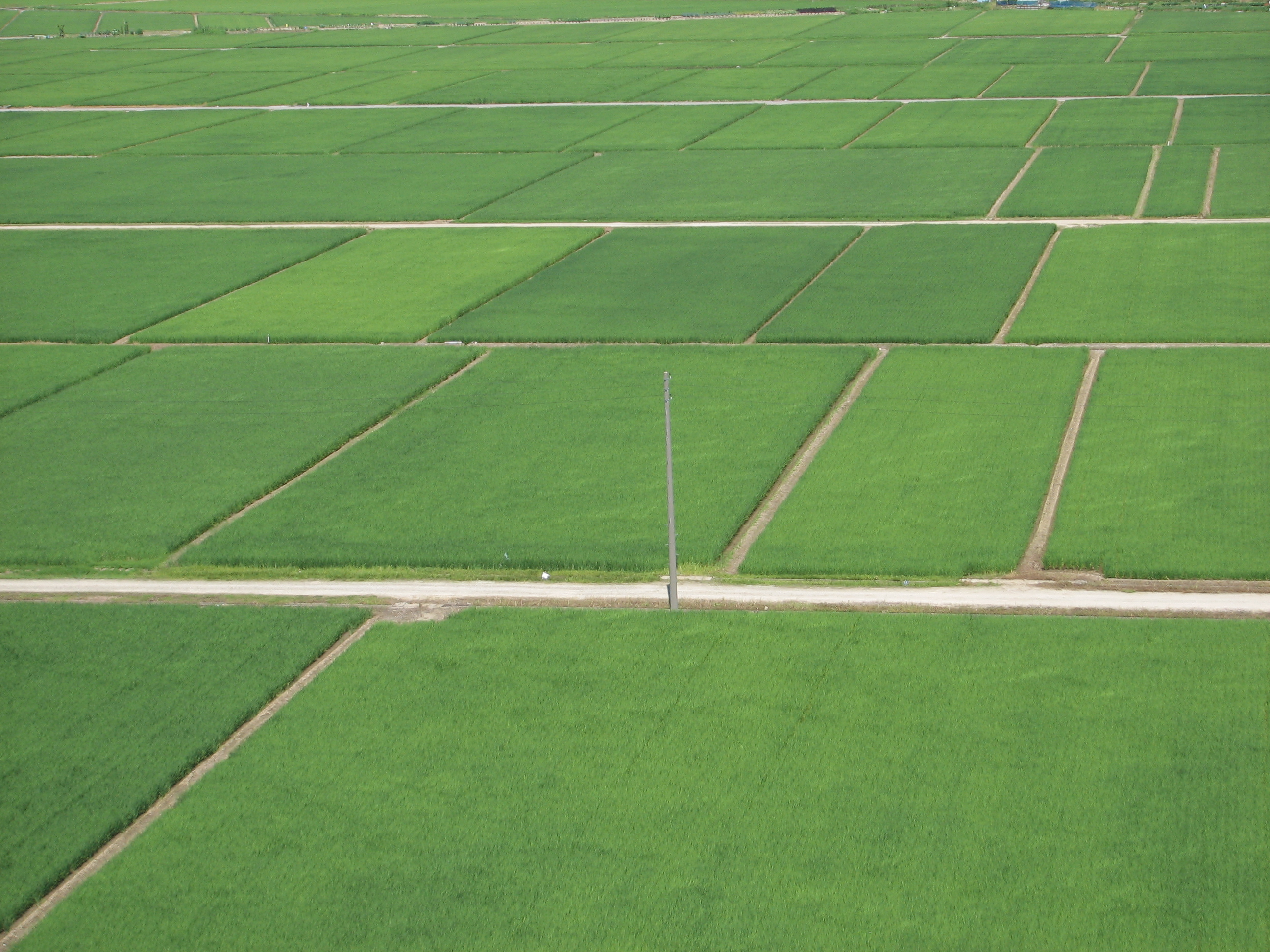
Une rizière de la préfecture de Niigata au Japon, le parcellaire est de forme géométrique grâce à un remembrement.

Le paysage rizicole d'Asie orientale et méridionale est le principal constituant des plaines irrigables, ayant des densités de populations très élevés, allant jusqu'à des densités de plus de 1 000 hab./km2 à Java. L'habitat rural est alors groupé sur des hauteurs pour laisser un maximum de place au finage. La cohésion communautaire a aussi joué un rôle important pour l'édification du paysage, celui-ci demandant un entretien constant des digues et d'importants travaux agricoles d'irrigation et de terrassement qui nécessitent une coordination d'importante de la main-d'œuvre. L'irrigation dans cet espace se fait ainsi le plus souvent de manière gravitaire, les parcelles se situant en dessous du niveau du fleuve endigué où s'accumulent les sédiments. Chaque parcelle est de petite taille, de l'ordre de quelques acres. Les massifs forestiers sont réduits au maximum, et la pratique de l'élevage est faible. Ainsi, les engrais d'origine animale sont remplacés par des déchets ménagers et des engrais verts (des feuillages), ainsi que de la boue curée des canaux.
Ce paysage contraste avec ceux des montagnes avoisinantes qui ne sont que peu exploités en dehors de la riziculture en terrasse qui est marginale en dehors de certains secteurs du Sichuan, de la Thaïlande ou de l'Indonésie, le reste est alloué à l'agriculture itinérante cultivant entre autres du riz pluvial et au pastoralisme, avec des densités humaines en dessous de 10 hab./km2.

#### Plantation

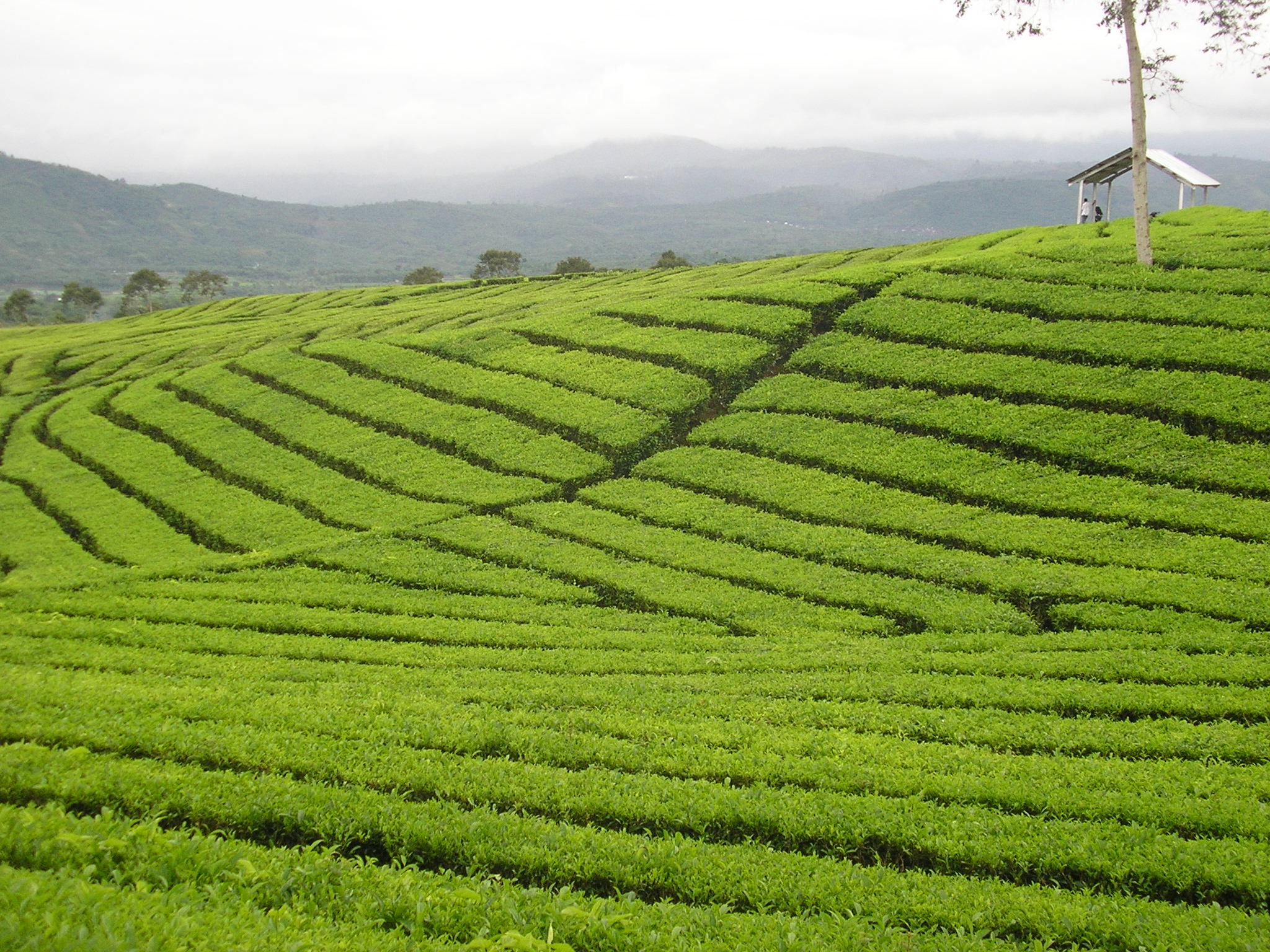
Une plantation de thé dans la province du Sumatra du Sud.

La plantation est une agriculture commerciale de la forêt tropicale humide originellement conduite par des agents exogènes aux terroirs et située de préférence sur les côtes pour faciliter l'exportation. Ce sont souvent des entreprises occidentales liées aux compagnies commerçantes (comme la Compagnie anglaise des Indes orientales ou la Compagnie néerlandaise des Indes orientales), aux transports (Groupe Bolloré, United Fruit Company qui fut tout d'abord une entreprise ferroviaire.), à la production de biens manufacturés (Firestone), ou alimentaires (Unilever). Elle est alors constituée sur de grandes parcelles, autour d'une unité de transformation, et où la main-d'œuvre est entièrement salariés.
Mais aujourd'hui[Quand ?], la plantation est majoritairement faite à partir d'une plantation indigène, elle est alors constituée de petites parcelles diversifiées entre cultures commerciales et vivrières, on parle alors d'agriculture contractuelle, mais qui laissent la paysannerie dans un état de sous-traitance chronique par rapport aux entreprises de transformations locales qui fixent les prix et apportent les semences.

## Environnement
L'état et la richesse du patrimoine naturel varient considérablement selon les contextes biogéographiques, historiques et agronomiques. La biodiversité semble avoir le plus régressé dans les zones de grandes cultures, et moindrement dans les zones de bocage, de montagne et de moyenne montagne. Elle semble mieux conservée dans les zones de pastoralisme et de montagne. Les zones d'agriculture intensive ont vu leur biodiversité, leurs qualités de leur sols et de leur eau fortement régresser depuis la Seconde Guerre mondiale.
Une grande partie du milieu rural d'Europe de l'Ouest et classée en zone vulnérable au titre de la Directive Nitrate.
En France, 50 % des échantillons d'eaux de nappe testés entre 2000 et 2001 contenaient plus de 25 mg/l de nitrates, 25 % étaient entre 25 et 40 mg/l et 25 % dépassaient 40 mg/l. Dans 32 % des captages souterrains, la situation s'aggravait significativement de 1992 à 2000-2001 alors que seuls 19 % des eaux testées contenaient de moins en moins de nitrates.
Pour les eaux de surface, en 2000-2001, 29 % des échantillons présentaient de taux de 25 à 40 mg/l et 16 % dépassaient 40 mg/l. En 2005, 44,9 % de la SAU étaient situés en zones vulnérables au sens de la directive « nitrates » (pour 49 % en 2003). Mais le Nord de la France et la Bretagne étaient presque entièrement classés « zone vulnérable ». Une eutrophisation générale, due aux nitrates et/ou au phosphore persiste, et cause des problèmes de Zones mortes et marées vertes notamment dans l'Ouest de la France. Les pesticides aggravent le problème avec 60 % des points de surveillance des eaux souterraines touchés en 2000-2001. L'IFEN considérait en 2005 que 55 % des captages étaient encore de bonne ou très bonne qualité, mais beaucoup ont été fermés ou approfondis, car trop pollués, et 45 % sont altérés, rien que pour le paramètre « pesticides ».
Selon un ouvrage scientifique collectif récent (2016) sur les campagnes, un phénomène de boucle paradoxale autoentretenue fait que les beaux paysages et diverses aménités environnementales (surtout quand ils sont proches d'une bonne desserte routière et de services) sont attractifs pour les ménages, mais l'urbanisation qui s'ensuit contribue à dégrader ces aménités, ce qui encourage à urbaniser toujours plus loin ; Ainsi les choix résidentiels des ménages sont selon les auteurs des facteurs de dégradation d’aménités environnementales.

## Accès aux services publics
Dans les zones éloignées en montagne, forêt dense, îles, zone enneigées l'hiver, etc. ; l'accès au service public peut être rendu difficile, par les voies physiques, et numériques (pour ce qui concerne les services qui tendent à se dématérialiser, ce qui ne peut être le cas pour les services matériels, le ramassage des déchets ou une grande partie des services de santé ou d'aide aux personnes âgées, etc.).